# Шаульский, Николай Степанович
Николай Степанович Шаульский — советский хозяйственный, государственный и политический деятель.

## Биография
Родился в 1925 году в Бердянске. Член КПСС.
Участник Великой Отечественной войны. С 1945 года — на хозяйственной, общественной и политической работе. В 1945—1990 гг. — комсорг школы ФЗО № 5, рыбак рыбколхоза «Красный рыбак», первый секретарь Бердянского горкома ЛКСМ Украины, председатель исполнительного комитета Бердянского городского Совета народных депутатов, первый секретарь Бердянского городского комитета КП Украины, начальник Бердянского морского торгового порта, первый заместитель председателя Бердянского городского совета ветеранов.
Делегат XXIII, XXIV и XXV съездов КПСС.
Умер в 1995.